# Цол (Трст)
Цол (словен. и итал. Col) је насеље у Италији у округу Трст, региону Фурланија-Јулијска крајина.
Према процени из 2011. у насељу је живело 68 становника. Насеље се налази на надморској висини од 364 м.